# Kayahan
Kayahan Açar (Esmirna, 29 de marzo de 1949 - Estambul, 3 de abril de 2015) fue un cantante de pop y compositor turco, uno de los cantantes que más vende en Turquía. Escribió casi todas las canciones que interpretaba y publicó más de ocho álbumes que fueron un gran éxito en Turquía durante una carrera de más de 30 años.

## Biografía
Kayahan nació en Esmirna, Turquía. Pasó su infancia y su juventud en Ankara antes de salir para Estambul. Durante su carrera Kayahan solo cantó canciones compuestas por él mismo y cada álbum tiene un tema diferente. 
Kayahan representó a Turquía en el Festival de la Canción de Eurovisión 1990 con la canción "Gözlerinin Hapsindeyim", que se clasificó en el 17º lugar.
Se casó tres veces.
Falleció el 3 de abril de 2015 de cáncer en el hospital Acibadem Maslak de Estambul.

## Discografía
Álbumes
- 1975 – Bekle Gülüm – Ateş
- 1978 – İstanbul Hatırası – Neden Olmasın
- 1981 – Canım Sıkılıyor Canım
- 1987 – Merhaba Çocuklar
- 1988 – Benim Şarkılarım
- 1989 – Benim Şarkılarım 2 (Siyah Işıklar)
- 1991 – Yemin Ettim
- 1992 – Odalarda Işıksızım
- 1993 – Son Şarkılarım
- 1995 – Benim Penceremden
- 1996 – Canımın Yaprakları
- 1997 – Emrin Olur
- 1999 – Beni Azad Et
- 2000 – Gönül Sayfam
- 2002 – Ne Oldu Can?
- 2004 – Kelebeğin Şansı
- 2007 – Biriciğime
- 2011 – 365 Gün